# هادسوند
هادسوند، مدينة تقع في الجزء الشرقي من يوتلاند في الدنمارك، ويبلغ عدد سكانها 5,051 نسمة حسب إحصائيات عام 2019
تقع المدينة على مضيق ضيّق هو «مضيق هادسوند». وهو جزء من بلدية مارياغيرفرود في مقاطعة نورييلاند. حتى عام 2007، كان لهادسوند مقعد إداري في بلدية هادسوند.
يعود تاريخ تأسيس المدينة إلى القرن الثامن عشر (كمنطقة مأهولة صحية)، سميت باسم أول مزارع تأسست على طول الطريق الرئيسي (الذي يقع الآن خارج المدينة).
كانت المدينة عبارة عن منصة تجارية منذ أواخر عام 1854، حيث يمكن اعتبار هذا التاريخ تاريخ مولد المدينة، لكنها لم تحصل على حقوق امتيازات ما يعرف «بالمدينة السوق» في ذلك الوقت.

## المناخ
يظهر الجدول التالي التغييرات المناخية على مدار السنة لهادسوند:
| البيانات المناخية لـهادسوند       | البيانات المناخية لـهادسوند | البيانات المناخية لـهادسوند | البيانات المناخية لـهادسوند | البيانات المناخية لـهادسوند | البيانات المناخية لـهادسوند | البيانات المناخية لـهادسوند | البيانات المناخية لـهادسوند | البيانات المناخية لـهادسوند | البيانات المناخية لـهادسوند | البيانات المناخية لـهادسوند | البيانات المناخية لـهادسوند | البيانات المناخية لـهادسوند | البيانات المناخية لـهادسوند |
| الشهر                             | يناير                       | فبراير                      | مارس                        | أبريل                       | مايو                        | يونيو                       | يوليو                       | أغسطس                       | سبتمبر                      | أكتوبر                      | نوفمبر                      | ديسمبر                      | المعدل السنوي               |
| --------------------------------- | --------------------------- | --------------------------- | --------------------------- | --------------------------- | --------------------------- | --------------------------- | --------------------------- | --------------------------- | --------------------------- | --------------------------- | --------------------------- | --------------------------- | --------------------------- |
| متوسط درجة الحرارة الكبرى °م (°ف) | 3 (38)                      | 3 (38)                      | 5 (41)                      | 9 (48)                      | 14 (58)                     | 17 (63)                     | 19 (67)                     | 18 (65)                     | 14 (58)                     | 10 (50)                     | 7 (44)                      | 4 (40)                      | 11 (51)                     |
| متوسط درجة الحرارة الصغرى °م (°ف) | 0 (32)                      | 0 (32)                      | 1 (34)                      | 3 (38)                      | 8 (46)                      | 11 (51)                     | 13 (55)                     | 13 (55)                     | 9 (49)                      | 7 (44)                      | 3 (38)                      | 2 (35)                      | 6 (43)                      |
| متوسط أيام هطول الأمطار           | 16                          | 9                           | 13                          | 10                          | 12                          | 14                          | 14                          | 16                          | 18                          | 15                          | 13                          | 14                          | 164                         |
| المصدر: Weatherbase               |                             |                             |                             |                             |                             |                             |                             |                             |                             |                             |                             |                             |                             |

## عدد السكان
| عام  | عدد من المنازل | عدد السكان | من / إلى |
| ---- | -------------- | ---------- | -------- |
| 1801 |                | 9          | -        |
| 1840 |                | 7          | -2       |
| 1870 |                | 270        | +63      |
| 1880 |                | 390        | +120     |
| 1890 | 110            | 701        | +311     |
| 1921 | 376            | 1.971      | +1.270   |
| 1930 |                | 2.415      | +444     |
| 1955 | 1.175          | 2.484      | +69      |
| 1986 |                | 4.000      | +1.516   |
| 1997 |                | 5.103      | +1.103   |
| 2006 |                | 5.526      | +423     |
| 2007 |                | 5.524      | -2       |
| 2008 |                | 5.542      | +18      |
| 2009 | 2.558          | 5.484      | -58      |
| 2010 |                | 5.498      | +14      |
| 2011 |                | 5.519      | +21      |
| 2012 |                | 5.457      | -62      |

## أعلام
- توماس كرستيانسين
- بيتر ساند
- جاكوب أكسل نيلسن
- هانس كيرك
- إبه ساند